# Krumhornskinnbaggar
Krumhornskinnbaggar (Alydidae) är en familj i insektsordningen halvvingar som tillhör gruppen skinnbaggar. Det finns cirka 250 arter världen över, främst i områden tropisk eller subtropiskt klimat, men även i varmare tempererat klimat. I Europa förekommer 10 arter, varav de flesta finns i de södra delarna nära Medelhavet. I Sverige förekommer en art.

## Kännetecken
Krumhornskinnbaggar har en längd på upp till 10-12 millimeter. Kroppen är långsträckt och slank med ett stort och brett huvud. Det yttersta segmentet på antennerna är långt och något böjt. Fasettögonen är klotformiga, små och utstående. På bakbenens lår finns taggiga utskott. Ofta är de fullbildade individerna mörkt färgade, med mer eller mindre orangerödaktig bakkropp. Flertalet arter har välutvecklade vingar och flyger bra, men några arter har bara rudimentära vingar. Den avvikande färgen på bakkroppen syns normalt inte då bakkroppen täcks av vingarna, men insekten kan ibland exponera den, kanske som en varning till predatorer.

## Levnadssätt
Krumhornskinnbaggar finns främst i öppna, soliga och torra områden. De livnär sig huvudsakligen på växter, speciellt genom att suga ut frön, men det finns även de som angriper andra insekter. Några arter betraktas som skadeinsekter, bland annat Leptocorisa oratorius på ris. Som andra halvvingar har de ofullständig förvandling och utvecklas från ägg till imago genom flera nymfstadier. En del arter uppvisar mimikry genom att likna myror och har nymfer som lever i myrbon.